# Dante Calabria
Dante John Calabria (* 8. November 1973 in Pottstown (Pennsylvania)) ist ein US-amerikanisch-italienischer Basketballtrainer und ehemaliger -spieler.

## Werdegang

### Spieler
Calabria spielte als Schüler bis 1992 Basketball und Baseball an der Blackhawk High School im US-Bundesstaat Pennsylvania. Im Basketball wurde er 1992 als Spieler des Jahres des Bundesstaates ausgezeichnet. Er wechselte an die University of North Carolina at Chapel Hill. 1993 gewann er mit North Carolina den NCAA-Meistertitel. Bis 1996 erreichte Calabria für die Hochschulmannschaft einen Punkteschnitt von 8,1 je Begegnung und trat mit 193 getroffenen Dreipunktewürfen vor allem als Distanzschütze in Erscheinung.
Als Berufsbasketballspieler stand Calabria insbesondere bei italienischen Vereinen unter Vertrag, spielte aber ebenfalls in der US-Liga CBA, in Frankreich und Spanien. In der Saison 2002/03 trug er zu drei Titeln mit Benetton Treviso bei: Die italienische Meisterschaft sowie die Siege im italienischen Pokalwettbewerb und im Supercup, allerdings ging Calabria im Laufe der Spielzeit aus persönlichen Gründen in die USA zurück.
Calabria war italienischer Nationalspieler, 2005 nahm er an der Europameisterschaft teil und erzielte als bester Korbschütze der Auswahlmannschaft 10,8 Punkte je Begegnung.

### Trainer
Calabria war zunächst in seinem Heimatland, den Vereinigten Staaten, als Assistenztrainer an der University of North Carolina at Wilmington tätig, dann hauptverantwortlich an der Montverde Academy im US-Bundesstaat Florida sowie im italienischen Taranto. An der Keiser University in Florida war er zunächst Assistenztrainer und wurde nach dem Tod von Altmeister Rollie Massimino zu Keisers Cheftrainer befördert. Calabria ging zur Saison 2018/19 als Assistent von Larry Brown zum italienischen Erstligisten Auxilium Pallacanestro Torino und anschließend in die Vereinigten Staaten zurück, arbeitete wieder auf Hochschulebene. Im Mai 2022 wurde er Cheftrainer der Bethel Park High School in Pennsylvania.